# Don Pease
Donald J. (Don) Pease (26 de septiembre de 1932 – 28 de julio de 2002). Sirvió ocho mandatos como Representante Demócrata estadounidense por Ohio. 

## Educación y primeros años de vida
Pease nació en Toledo, Ohio. Asistió a la Universidad de Ohio en Athens, Ohio, trabajando los veranos como obrero en una refinería de petróleo de Toledo para poder pagarse la universidad. Pease fue presidente del cuerpo estudiantil, editor del periódico estudiantil (El Post), y reportero para el ‘Athens Messenger’. Se graduó por la Universidad de Ohio, con una licenciatura en periodismo en 1953. Obtuvo una Maestría en Dirección por la Universidad de Ohio en 1955 y completó sus estudios de postgrado como becario en el Kings College de la Universidad de Durham.
Después de servir dos años en el Ejército de Estados Unidos 1955-57, Pease se mudó a Oberlin, Ohio. Pease llegó a ser editor y coeditor del periódico local semanal, ‘Oberlin News-Tribune’. Fue miembro de la Sociedad Internacional de Editores de Periódicos semanales (ISWNE, por sus siglas en inglés), ganando el Golden Quill Award para editores en 1962 y siendo presidente de la Sociedad en 1965.
After serving two years in the U.S. Army from 1955 to 1957, Pease moved to Oberlin, Ohio. Pease became editor and copublisher of the weekly local newspaper, Oberlin News-Tribune. He was a member of the International Society of Weekly Newspaper Editors (ISWNE), winning ISWNE's Golden Quill Award for editorial writing in 1962 and serving as president of the Society in 1965.

## Carrera política
La carrera política de Pease comenzó con su elección al Ayuntamiento de Oberlin en 1961. Sirvió en el Senado de Ohio de 1965 a 1967. La redistribución de los Distritos contribuyó a su derrota en las elecciones de 1966, pero en 1968, fue elegido miembro de la Cámara de Representantes, donde sirvió desde 1969 hasta 1975. En 1974 fue nuevamente elegido para el Senado de Ohio, donde trabajó desde 1975 a 1977. 
Al principio de su carrera, Pease se creó una reputación de honestidad e integridad, que mantuvo a lo largo de toda su carrera política. Pease fue miembro del Partido Demócrata y fue considerado como un liberal (apoyo a la reforma fiscal progresiva, la defensa de los derechos humanos universales, la vinculación del respeto a los derechos laborales internacionalmente reconocidos para el comercio internacional, la ayuda, y los acuerdos de inversión, la defensa de las libertades civiles, haciendo hincapié en la reforma educativa y otras causas liberales). Fue muy respetado como funcionario público razonable y ético, incluso por sus colegas conservadores, que lo vieron como una "flecha recta."
En 1976, Pease fue elegido a la Cámara de Representantes de los Estados Unidos en su 95.º Congreso. Sirvió ocho mandatos en el Congreso, ganando fácilmente las ocho elecciones en el distrito 13 del Congreso de mayoría demócrata de Ohio. Pease contrató a quien había sido durante mucho tiempo su Jefe de Gabinete y Director Legislativo Bill Goold, a quien conoció durante su graduación por la Universidad de Oberlin.

## Prohibición de comercio con Uganda
Pease se distinguió rápidamente como legislador hábil y firme defensor de los derechos humanos. En la oposición de la Administración Carter, Pease, en su primer mandato del Congreso, patrocinó la legislación, que pasó, para cortar el comercio de Estados Unidos con Uganda, que estaba sufriendo un reinado brutal de terror a manos de la infame dictador Idi Amin, en la que al menos 500.000 ugandeses murieron.
Pocos meses después de la creación de la promulgación de la prohibición del comercio, Amin fue depuesto. La prohibición del comercio dio lugar a la pérdida repentina de cientos de millones de dólares en divisas para Amin, en su mayoría de las exportaciones de café a los EE. UU., que había sido utilizado por Amin para comprar armas, artículos de lujo, y la lealtad de su ejército mercenario.  Es ampliamente considerado como uno de los mejores ejemplos de los usos más eficaces de las sanciones económicas en la política exterior moderna de Estados Unidos.

## Vinculación de los derechos del trabajador con el comercio
Pease fue el campeón legislativo del rápido crecimiento dentro y fuera del Congreso a principios de 1980 para vincular el respeto de los derechos reconocidos de los trabajadores internacionalmente, tales como la prohibición de la explotación laboral infantil en la producción de productos para la exportación, con el comercio internacional, la inversión y acuerdos de ayuda en los que los EE. UU. es parte. Fue el autor de éxito seis leyes diferentes en este sentido antes de abandonar el Congreso.

## Legislation Fiscal
Pease fue autor de la controvertida ley del Código de Rentas Internas de los Estados Unidos (código de impuesto sobre la renta) que anula parcialmente deducciones detalladas para los contribuyentes con ingresos brutos ajustados por encima de ciertos umbrales, conocidos como las "Limitaciones Pease”.
```

```

## Edad Adulta
Pease decidió no postularse para la reelección en 1992. Después de dejar el Congreso, enseñó como Profesor Visitante Distinguido de Política en el Oberlin College. También fue nombrado por Bill Clinton en el Consejo de Administración de Amtrak y donde trabajó cinco años.
Pease se casó con Jeanne Camille Wendt, el 29 de agosto de 1953, que todavía reside en Oberlin. Tuvieron una hija, Jennifer, nació el 30 de agosto de 1964.
Murió en Oberlin, el 28 de julio de 2002.